# プーペガール
プーペガール（Poupée Girl）は、かつてサイバーエージェントグループが提供していた女性用インターネットコミュニティサービス、またはそれを運営していた事業者。

## 概要
2007年2月にサービスを開始した、ファッションブランドに特化したコミュニティサービスである。プーペ(Poupée)はフランス語で人形の意味である。
当初はサイバーエージェント直営であったが、2008年3月3日に株式会社プーペガールを設立し、プーペガール事業を全て事業譲渡した。同日からは、携帯電話向けに「プチプーペ」のサービスも開始している。
サービス開始後の1年半で、登録ユーザー数は約17万人で、そのうち98 %が女性である。また、ユーザーの約20 %は日本語圏外のユーザーである。
プーペガールの月間PVは、サービス開始1年後の2008年2月時点で約1億5,000万PVに達していた。
利用規約上では特に男性の利用は禁止されてはいないが、出会い目的等での参加についてはアカウント停止や関係機関への通報などの対処も行なうとしている。なお、サイバーエージェント社長の藤田晋は、自身のブログの中で「プーペガールは男子禁制」とコメントしているが、藤田晋自身もプーペガールに登録している。
2009年12月17日にはニンテンドーDS用のソフトとして「プーペガールDS」が発売された。
2010年12月16日にはニンテンドーDS用のソフトとして「プーペガールDS2 〜スウィートピンクスタイル〜 / 〜エレガントミントスタイル〜」が発売された。
2012年5月1日にはコミュニティサービス事業は株式会社プーペガールからサイバーエージェントに継承された。
2015年2月27日、同年3月31日をもってサービスを終了することが発表された。

## サービス内容
コンセプトは「あなたのクローゼットがプーペをつくる」。
利用者自身の所持するファッションアイテムを画像としてアップロードすることが可能で、また「プーペ」と呼ばれる人形（アバター）で、着せ替え人形遊びを行なうことが出来る。アバターの表情は目の形18種類・顔と口の形が12種類・ほくろ位置が5種類・そばかすの有無などを選択できる。
画像を投稿すると、プーペガール内の通貨「リボン」（以下「リボン」）およびプーペ用の着せ替えアイテムを得ることが出来る。着せ替えアイテムの種類は、下着・シャツ・コートなどの衣類からバッグ・日傘などのアクセサリー、さらにメイクアップ用品まで多岐にわたる。
着せ替えアイテムはプーペガール内に設置された「キャサリンショップ」などで購入可能。また、プーペガール内には「きせかえフリマ」というコーナーもあり、不要になった着せ替えアイテムを他のユーザーに販売することも可能である。
「リボン」は、アイテム画像を投稿したり、着せ替えアイテムを他のユーザーに売ることで得ることが出来る。このため、特にファッションアイテムを多数持っている場合、「リボン」は無料で入手でき、各種アイテムをプーペガール内ショップで購入することも可能である。
2009年8月に新しいゲーム内通貨である「ジュエル」（以下「ジュエル」）を導入した。「ジュエル」はコンビニやクレジットカードなどで購入することが出来る通貨で、「ジュエル」から「リボン」へ変換することが出来る。ただし、「リボン」から「ジュエル」に変換することは出来ない。ゲーム内の「キャサリンショップ」は「ジュエルエリア」と「リボンエリア」に分けられ、それぞれのエリアでの買物をできる。そのため、「ジュエル」を購入していないユーザーも楽しめるようになっている。2013年8月31日限りで「ジュエル」の発行は終了となった。
利用者同士のコミュニケーションを図る場として「プペカフェ」というコーナーがあり、短文に限られるが他のユーザーとの対話も可能である。
また、ファッションデータベースとして「おしゃれじてん」というコンテンツが用意されており、登録ユーザー以外でも参照可能である。

## タイアップ
著名なファッションブランドとのタイアップが行なわれることがある。
例えば、2008年8月にコーセーのブランドの1つである「HAPPY BATH DAY Precious Rose」とのタイアップが行なわれた際には、プーペガール内の「キャサリンショップ」でも「ROSE LIFE SHOP」コーナーが開設され、オリジナルの着せ替えアイテムを購入することが出来た。
また、2008年12月には、COACHとタイアップして、同社モバイルサイトのメールマガジンに登録すると、オリジナルの着せ替えアイテムを得ることが出来た。また、プーペガール内でも「COACHストア」がオープンし、着せ替えアイテムとしてCOACHブランドのバッグやコートを購入することが出来た。
その他、2009年には木村カエラが『カエラショップ』にて、自身がデザインしたアイテムの販売を行なったり、TBS『女神サーチ』とのタイアップでは、プーペガール内でアイテム販売数が多かった浴衣を実際に販売するなどのイベントも行なわれた。
そして、平山あや・辻希美・YUUKIがジュエル通貨での販売のみの「芸能人ショップ」にてオリジナルアイテムを販売。
（平山あや・『AYA★HIRAYAMAショップ』｜辻希美・『Tsuji Nozomi shop』｜YUUKI・『Smaddy SHOP produced by YUUKI』）
人気コスメマジョリカマジョルカ（資生堂）ともタイアップ。
2010年になると、NTTドコモとのタイアップで、壁紙とセットのケータイが16種類販売された。
また、千秋が「芸能人ショップ」にてオリジナルアイテムを販売。（『苺同盟ショップ』）
そして、雑誌「Ranzuki」モデルの鈴木あや、川端かなこも
「芸能人ショップ」にてオリジナルアイテムを販売。
（鈴木あや・『AYA SUZUKI SHOP』｜川端かなこ・『KANAKO KAWABATA SHOP』）
これらの芸能人ショップについては、2013年8月31日限りですべて終了した。

## その他
「プペツールハウス」というコーナーで、以下のようなサービスが提供されている。
- ブログパーツとして、自分のプーペの画像を自身のブログに掲出する。
- 携帯電話の待ち受け画像の作成。
- パソコンのデスクトップ上に自分のプーペを表示。
- ご意見ポストに新機能などについての意見を投稿できる。